# Stanovništvo Meksika
Prema popisu iz 2010. Meksiko ima preko 112 milijuna stanovnika što ga čini najmnogoljudnijom zemljom u kojoj se govori španjolski jezik. Između 2005. i 2010., stanovništvo je raslo u prosjeku 1.70% godišnje, što je više od godišnjeg prosjeka od 1.16% u periodu od 2000. do 2005; što se tumači opadanjem broja onih koji ilegalno emigriraju u Sjedinjene Američke Države.
Meksiko je etnički gledano vrlo šarolik, različita indijanska plemena i europski naseljenici su ujedinjeni pod istim nacionalnim identitetom. 
Srž meksičkog nacionalnog identiteta formiran je spajanjem eurospke kulture s indijanskim kulturama u procesu poznatom pod nazivom
mestizaje, aludirajući na mješovito biološko podrijetlo većine Meksikanaca.
Meksički političari i reformatori poput Joséa Vasconcelosa i Manuela Gamia bili su instrument u izgradnji meksičkog nacionalnog identiteta pod konceptom mestizaje. 
Sam pojam mestizo (hr. mješanac), često je korišten u literaturi za meksički socijalni identitet, u koji je spadalo mnoštvo socijalno-kulturnih, ekonomskih, rasnih i bioloških pojmova. Zbog ovoga smatran je nepreciznim pojmom da bi se koristio za etničku klasifikaciju i nije se koristio pri popisima stanovništva u Meksiku.
Kategorija "indígena" (indijanski) može se približno objasniti aludirajući na govornike jednog od 62 indijanska jezika koja se govore u Meksiku ili osobe koji se same smatraju indijanskog kulturnog podrijetla.
Prema Nacionalnoj Komsiji za razvoj indijanaca, 2005. je oko 10.1 milijuna Meksikanaca govorilo neki od indijanskih jezika i tvrdilo da su baštinici indijanske kulture, što je 9.8% ukupne populacije Meksika. Oko 6 000 000 meksičkih državljana u svakodnevnom se životu služi nekim od indijanskih jezika kao materinskim, a najrasprostranjeniji je jezik nahuatl (1 376 026).
Riječ "mestizo" se nekada rabi opisujući osobu kod koje je pomiješana indijanska i europska krv. Ovakav opis se ne podudara s meksičkom socijalnom stvarnošću gdje bi osoba čiste indijanske genetske baštine bila smatrana mestizom ili zbog odbacivanja svoje indijanske kulture ili zbog ne gorovenja nekog indijanskog jezika, kao i osoba s vrlo malim postotcima indijanske baštine bila bi smatrana pravim indijancem samo kroz služenje jednim od indijanskog jezika ili se pak poistovjećivala s indijanskom kulturnom baštinom.
Meksiko je najveći izvor emigranata koji emigriraju u SAD. Oko 9% stanovništva rođenog u Meksiku, sada živi u SAD-u. 28.3 milijuna stanovnika SAD ima meksičko podrijetlo, prema podatcima iz 2006. Prema američkom popisu iz 2000., 47.3% američkih Meksikanaca se izjasnilo bijelcima, dok se 45.5% izjasnilo kao "druga rasa", većinom mješanci.
Meksiko je domovina najvećoj američkoj populaciji izvan SAD-a (oko milijun 1999.) Računa se da broj Argentinaca koji žive u Meksiku iznosi između 30 i 150 tisuća. U Meksiku živi i veliki broj Libanonaca; oko 400 000. U listopadu 2008., Meksiko odlučuje deportirati Kubance koji su koristili Meksiko kao prijelaznu državu za ulazak u SAD. Veliki broj ilegalnih imigranata iz Srednje Amerike koji prelaze u Meksiko preko guatemalske zapadne granice, deportira se natrag svake godine. Mali broj ilegalnih imigranata dolazi i iz Ekvadora, Kube, Kine, Južnoafričke Republike i Pakistana.